# Socket M
Le Socket M, également appelé mPGA478MT, ou FCPGA6, est un socket d'Intel apparu en 2006 pour les processeurs mobile Core Duo. Il a aussi été utilisé pour la première génération de processeurs mobile Core 2, les premiers Meroms (T7200, T7400, T7600 ainsi que T5200, T5300, T5500, T5600). Avant de passer au Socket P avec les Core 2 Extreme x7800 et x7900, et également des processeurs reprenant le core Merom (T7250, T7500).